# Henrik III (tysk-romersk kejsare)
Henrik III, född 28 oktober 1017, död 5 oktober 1056, var tysk-romersk kejsare 1046–1056. 
Han var son till kejsar Konrad II och Gisela av Schwaben.
Henrik var vid faderns död redan sedan 10 år utsedd och krönt till hans efterträdare, och övertog regeringen utan motstånd. Hans regeringstid var tidigt framgångsrik. Böhmen tvingades att erkänna den tyska överhögheten. Ungern underkastade sig kejsaren efter långvariga strider, vilket ledde till att Markgrevskapet Österrike utvidgades med Neumark ända till Leitha. Senare kunde Henrik dock inte behålla denna ställning, och även Polen undandrog sig hans överhöghet.
Vid synoden i Sutri i december 1046 satte Henrik punkt för en bitter schism inom påvedömet och avsatte Gregorius VI, Benedictus IX och Silvester III. Han uppsatte i stället Clemens II på påvestolen; denne krönte Henrik den 25 december 1046. 
Henrik III utsåg fyra tyskar till påvar; Clemens II (1046–1047), Damasus II (1048), Leo IX (1049–1054) och Viktor II (1055–1057).

## Familj
Henrik III:s första hustru var Gunhild (Kunigunde) av Danmark, dotter till Knut den store, de fick ett barn:
- Beatrix, cirka 1038–1061

Efter Gunhilds död gifte sig Henrik med Agnes av Poitou född cirka 1020 och död 14 december 1077 i Rom, de fick barnen:
- Mathilde, 1045–1060
- Adelheid, 1048–1096
- Henrik IV, 1050–1106
- Konrad, 1052–1055
- Judith Sophie, cirka 1054–1105